# Opius cardini
Opius cardini är en stekelart som beskrevs av Fischer 1966. Opius cardini ingår i släktet Opius och familjen bracksteklar. Inga underarter finns listade i Catalogue of Life.